# Juan Insua
Juan Insua (23 de gener de 1954, Zárate, Província de Buenos Aires, Argentina) és l'actual director del CCCB Lab. Està vinculat des del 1993 al CCCB, on treballa dirigint projectes des de diferents càrrecs i responsabilitats. En l'àmbit de la literatura, ha estat comissari de les exposicions El Dublín de James Joyce (1995), Les Lisboes de Pessoa (1997), La ciutat de K. Franz Kafka Praga(1999), Cosmòpolis. Borges i Buenos Aires (2002), Hiperiment. L'hipertext en joc (2004), Julio Cortázar (2004), El món de Gao (2004), Lector Mundi. Deu mil maneres de llegir (2005), Kosmòtica (2008) i Arxiu Bolaño. 1977-2003 (2013), i director del festival biennal Kosmopolis. Festa de la literatura amplificada des del 2002.
Com a director de projectes i programacions culturals, del 2005 al 2010 ha estat cap del Servei d'Activitats Culturals del CCCB, on ha treballat en col·laboració amb grups i col·lectius de Barcelona i ha creat projectes de reflexió sobre temes d'actualitat com Now. Trobades en el present continu, I+C+i. Investigació en innovació en l'àmbit cultural, Nano (programació infantil) i BCNmp7 (programació musical).
Actualment dirigeix el CCCBLab (des del 2010), un departament dedicat a la recerca i la innovació cultural, que publica un blog-magazín amb articles d'experts vinculats als temes del departament i du a terme activitats i projectes com Pantalla Global virtual, Univers Internet i el Premi Internacional a la Innovació Cultural.
El seu treball ha rebut diferents premis i reconeixements, entre els quals destaquen el Premi Ciutat de Barcelona 2003 per l'exposició «Cosmòpolis. Borges i Buenos Aires» i la Medalla FAD, que atorga cada any el Foment de les Arts i el Disseny (FAD) i que va rebre el 2008.